# Isabelle Lignan
Isabelle Lignan est une rameuse d'aviron française.

## Carrière
Isabelle Lignan remporte en deux de couple poids légers avec Désirée Décriem la médaille de bronze aux Championnats du monde d'aviron 1985 à Hazewinkel.